# Juegos Suramericanos de 1982
Los II Juegos Suramericanos fueron celebrados en la ciudad de Rosario, Argentina, entre el 26 de noviembre y el 5 de diciembre de 1982. También fueron subsedes las ciudades de Santa Fe, Buenos Aires y Esperanza. Este evento fue el segundo y último que se realizó bajo el nombre de Juegos Deportivos Cruz del Sur y fue renombrado bajo el nombre de Juegos Suramericanos y continuaron siendo organizados por la Organización Deportiva Suramericana (ODESUR). 

## Sedes
El Estadio Gigante de Arroyito del Club Atlético Rosario Central albergó las ceremonias de apertura y clausura, como así también el torneo de fútbol. Muchos eventos se llevaron a cabo en diferentes escenarios ubicados dentro de los límites del Parque de la Independencia, el parque público más grande e importante de la ciudad. Además, incluyendo el Estadio Cubierto Claudio Newell del Club Atlético Newell's Old Boys y el pabellón del Club Atlético Provincial. Ambos recintos fueron construidos para la ocasión e inaugurados en 1982 en la proximidad de estos juegos.
El Complejo Deportivo Municipal Jorge Newbery, también ubicado en el parque Independencia, albergó las competencias de natación y tenis, mientras que el recientemente inaugurado Patinódromo Municipal "Roberto Tagliabué" fue sede del patín carrera, patinaje artístico y hockey sobre patines.
La ciudad de Santa Fe, que actuó como subsede, albergó las pruebas de vela. Por su parte, el Centro de Alto Rendimiento Deportivo Pedro Candioti (Card) fue sede de las pruebas de atletismo y el estadio de la Universidad Tecnológica Nacional – Facultad Regional Santa Fe albergó los encuentros de vóley.

## Equipos participantes
La competición creció y se sumaron dos países más (Colombia y Venezuela) a los ocho que habían disputado la primera edición de los Juegos Suramericanos en La Paz en 1978. Se dobló el número de atletas de los 480 de la primera edición se pasó a 961 deportistas.

## Deportes
También aumentó el número de modalidades que integraban el programa, de 16 a 19. Se añadieron las modalidades de Patinaje, Remo, Tenis de mesa y Vela aunque se quitaron las modalidades Ecuestres.
| - Atletismo - Baloncesto - Béisbol - Boxeo - Ciclismo | - Esgrima - Fútbol - Gimnasia artística - Judo - Levantamiento de Pesas | - Lucha - Natación - Patinaje - Remo - Tenis de mesa | - Tenis - Tiro olímpico - Vela - Voleibol |

## Medallero
Argentina como país anfitrión dominó ampliamente el cuadro de medallas, seguido por Chile en segundo lugar. Para el tercer puesto fue reñido el resultado entre Brasil superado por Perú por una medalla de oro.
La tabla se encuentra ordenada por la cantidad de medallas de oro, plata y bronce.
Si dos o más países igualan en medallas, aparecen en orden alfabético.
Fuente: Organización Deportiva Suramericana (ODESUR). País anfitrión en negrilla.
| Núm.  | País      | Oro | Plata | Bronce | Total | Orden por Total |
| ----- | --------- | --- | ----- | ------ | ----- | --------------- |
| 1     | Argentina | 114 | 92    | 66     | 272   | 1               |
| 2     | Chile     | 37  | 51    | 47     | 135   | 2               |
| 3     | Perú      | 30  | 18    | 27     | 75    | 3               |
| 4     | Brasil    | 29  | 34    | 12     | 75    | 3               |
| 5     | Uruguay   | 13  | 17    | 21     | 51    | 4               |
| 6     | Ecuador   | 11  | 14    | 12     | 37    | 5               |
| 7     | Venezuela | 8   | 3     | 13     | 24    | 6               |
| 8     | Colombia  | 6   | 2     | 6      | 14    | 7               |
| 9     | Bolivia   | 1   | 1     | 8      | 10    | 8               |
| 10    | Paraguay  | 0   | 3     | 3      | 6     | 9               |
| TOTAL | TOTAL     | 249 | 235   | 215    | 699   |                 |

| Predecesor: La Paz 1978 | Juegos Suramericanos Rosario 1982 | Sucesor: Santiago de Chile 1986 |